# Heinz Schenker
Heinz Schenker (26 de julio de 1943) es un deportista suizo que compitió en bobsleigh. Ganó una medalla de plata en el Campeonato Mundial de Bobsleigh de 1973, en la prueba doble.

## Palmarés internacional
| Campeonato Mundial | Campeonato Mundial           | Campeonato Mundial | Campeonato Mundial |
| Año                | Lugar                        | Medalla            | Prueba             |
| ------------------ | ---------------------------- | ------------------ | ------------------ |
| 1973               | Lake Placid (Estados Unidos) | Medalla de plata   | Doble              |